# 1983년 일본 프로 야구 올스타전
1983년 일본 프로 야구 올스타전은 1983년 7월 23일과 7월 24일, 7월 26일에 열린 일본 프로 야구의 올스타전 경기이다.

## 개요
전년도 일본 시리즈 정상에 오른 세이부 라이온스의 히로오카 다쓰로 감독이 퍼시픽 리그 올스타팀을 이끌었고 센트럴 리그 우승을 이끈 주니치 드래건스의 곤도 사다오 감독이 센트럴 리그 올스타팀의 지휘를 맡은 올스타전이다. 퍼시픽 리그측의 요청으로 지명타자 제도를 처음으로 도입했는데 다만 센트럴 올스타팀은 전 경기에서 투수를 타순에 짜넣었다.
1차전에서는 부상으로 복귀한 가도타 히로미쓰(난카이)가 지명타자로 등장하여 2개의 홈런을 치는 등의 활약으로 퍼시픽 올스타팀이 선승을 거뒀다. 계속되는 2차전에서는 나미쇼 고등학교 시절에 배터리를 같이 구성했던 센트럴 올스타팀 우시지마 가즈히코(주니치)와 퍼시픽 올스타팀 가가와 노부유키(난카이)와의 맞대결이 성사됐는데 경기 결과는 퍼시픽 올스타팀이 4대 3의 1점차로 승리했다. 3차전에서는 롯데의 주포 오치아이 히로미쓰의 2홈런 3타점의 활약으로 퍼시픽 올스타팀은 그해 올스타전에서 3연승을 거뒀다. 에나쓰 유타카(닛폰햄)는 1차전과 2차전에 마무리 투수로서 등판하여 2세이브를 기록했다.

## 출장 선수
| 센트럴 리그 | 센트럴 리그       | 센트럴 리그 | 센트럴 리그 |
| ----------- | ----------------- | ----------- | ----------- |
| 감독        | 곤도 사다오       | 주니치      |             |
| 코치        | 후지타 모토시     | 요미우리    |             |
| 코치        | 안도 모토오       | 한신        |             |
| 투수        | 니시모토 다카시   | 요미우리    | 4           |
| 투수        | 에가와 스구루     | 요미우리    | 4           |
| 투수        | 스미 미쓰오       | 요미우리    | 2           |
| 투수        | 마쓰오카 히로무   | 야쿠르트    | 8           |
| 투수        | 가지마 겐이치     | 야쿠르트    | 4           |
| 투수        | 기타벳푸 마나부   | 히로시마    | 5           |
| 투수        | 쓰다 쓰네미       | 히로시마    | 첫 출장     |
| 투수        | 가와구치 가즈히사 | 히로시마    | 첫 출장     |
| 투수        | 고바야시 시게루   | 한신        | 8           |
| 투수        | 사이토 아키오     | 다이요      | 4           |
| 투수        | 우시지마 가즈히코 | 주니치      | 첫 출장     |
| 포수        | 야마쿠라 가즈히로 | 요미우리    | 3           |
| 포수        | 가사마 유지       | 한신        | 첫 출장     |
| 포수        | 다쓰카와 미쓰오   | 히로시마    | 첫 출장     |
| 1루수       | 나카하타 기요시   | 요미우리    | 3           |
| 2루수       | 시노즈카 도시오   | 요미우리    | 2           |
| 3루수       | 하라 다쓰노리     | 요미우리    | 3           |
| 유격수      | 고노 가즈마사     | 요미우리    | 4           |
| 내야수      | 다카하시 요시히코 | 히로시마    | 3           |
| 내야수      | 기누가사 사치오   | 히로시마    | 9           |
| 내야수      | 가케후 마사유키   | 한신        | 8           |
| 내야수      | 다카기 유타카     | 다이요      | 첫 출장     |
| 내야수      | 야자와 겐이치     | 주니치      | 8           |
| 외야수      | 마쓰모토 다다시   | 요미우리    | 3           |
| 외야수      | 야마모토 고지     | 히로시마    | 11          |
| 외야수      | 다오 야스시       | 주니치      | 4           |
| 외야수      | 와카마쓰 쓰토무   | 야쿠르트    | 10          |
| 외야수      | 오시마 야스노리   | 주니치      | 3           |

| 퍼시픽 리그 | 퍼시픽 리그       | 퍼시픽 리그 | 퍼시픽 리그 |
| ----------- | ----------------- | ----------- | ----------- |
| 감독        | 히로오카 다쓰로   | 세이부      |             |
| 코치        | 오사와 게이지     | 닛폰햄      |             |
| 코치        | 세키구치 세이지   | 긴테쓰      |             |
| 투수        | 에나쓰 유타카     | 닛폰햄      | 16          |
| 투수        | 모리 시게카즈     | 세이부      | 2           |
| 투수        | 마쓰누마 히로히사 | 세이부      | 3           |
| 투수        | 마쓰누마 마사유키 | 세이부      | 3           |
| 투수        | 다카하시 나오키   | 세이부      | 6           |
| 투수        | 마시바 시게쿠니   | 닛폰햄      | 2           |
| 투수        | 스즈키 게이시     | 긴테쓰      | 14          |
| 투수        | 이마이 유타로     | 한큐        | 3           |
| 투수        | 미즈타니 노리히로 | 롯데        | 2           |
| 투수        | 야마우치 가즈히로 | 난카이      | 첫 출장     |
| 투수        | 야마우치 다카노리 | 난카이      | 2           |
| 포수        | 가가와 노부유키   | 난카이      | 첫 출장     |
| 포수        | 나시다 마사타카   | 긴테쓰      | 5           |
| 포수        | 나카자와 신지     | 한큐        | 6           |
| 1루수       | 다부치 고이치     | 세이부      | 11          |
| 2루수       | 오이시 다이지로   | 긴테쓰      | 2           |
| 3루수       | 하다 고이치       | 긴테쓰      | 3           |
| 유격수      | 이시게 히로미치   | 세이부      | 3           |
| 내야수      | 야마자키 히로유키 | 세이부      | 11          |
| 내야수      | 스티브 O.         | 세이부      | 첫 출장     |
| 내야수      | 다카시로 노부히로 | 닛폰햄      | 3           |
| 내야수      | 오치아이 히로미쓰 | 롯데        | 3           |
| 내야수      | 마쓰나가 히로미▲  | 한큐        | 첫 출장     |
| 외야수      | 후쿠모토 유타카   | 한큐        | 13          |
| 외야수      | 테리 W.           | 세이부      | 첫 출장     |
| 외야수      | 시마다 마코토     | 닛폰햄      | 5           |
| 외야수      | 오타 다쿠지       | 세이부      | 3           |
| 외야수      | 미노다 고지       | 한큐        | 2           |
| 외야수      | 가도타 히로미쓰   | 난카이      | 8           |

- 굵은 글씨는 팬 투표로 선출된 선수, ▲는 출장 사퇴 선수 발생에 의한 보충 선수.

## 올스타전 경기 결과

### 1차전

#### 스코어
| 팀 | 1 | 2 | 3 | 4 | 5 | 6 | 7 | 8 | 9 | R | H | E |
| 퍼시픽 | 2 | 2 | 0 | 0 | 0 | 1 | 0 | 0 | 0 | 5 | 7 | 0 |
| 센트럴 | 0 | 0 | 0 | 1 | 0 | 0 | 0 | 2 | 0 | 3 | 8 | 0 |
| 승리 투수: 마쓰누마 히로히사(세이부) 패전 투수: 마쓰오카 히로무(야쿠르트) 세이브: 에나쓰 유타카(닛폰햄) 홈런: 퍼시픽 – 가도타 히로미쓰(난카이·1회 2점, 6회 1점), 테리 휫필드(세이부·2회 1점), 오이시 다이지로(긴테쓰·2회 1점) 센트럴 – 야마모토 고지(히로시마·4회 1점, 8회 2점) |   |   |   |   |   |   |   |   |   |   |   |   |

#### 출장 선수
| 퍼시픽 | 퍼시픽 | 퍼시픽            |
| 타순   | 수비   | 선수              |
| ------ | ------ | ----------------- |
| 1      | (우)   | 시마다 마코토     |
| 2      | (중)   | 후쿠모토 유타카   |
| 3      | (三)   | 스티브 O.         |
| 4      | (지)   | 가도타 히로미쓰   |
| 5      | (一)   | 오치아이 히로미쓰 |
| 6      | (좌)   | 테리 W.           |
| 7      | (포)   | 가가와 노부유키   |
| 8      | (유)   | 이시게 히로미치   |
| 9      | (二)   | 오이시 다이지로   |
|        | (투)   | 마쓰누마 히로히사 |

| 센트럴 | 센트럴 | 센트럴            |
| 타순   | 수비   | 선수              |
| ------ | ------ | ----------------- |
| 1      | (유)   | 다카하시 요시히코 |
| 2      | (중)   | 마쓰모토 다다시   |
| 3      | (우)   | 와카마쓰 쓰토무   |
| 4      | (좌)   | 야마모토 고지     |
| 5      | (一)   | 가케후 마사유키   |
| 6      | (三)   | 하라 다쓰노리     |
| 7      | (二)   | 시노즈카 도시오   |
| 8      | (포)   | 야마쿠라 가즈히로 |
| 9      | (투)   | 마쓰오카 히로무   |

#### 수상 선수
MVP
- 가도타 히로미쓰(난카이)

### 2차전

#### 스코어
| 팀 | 1 | 2 | 3 | 4 | 5 | 6 | 7 | 8 | 9 | R | H | E |
| 센트럴 | 1 | 0 | 0 | 0 | 0 | 0 | 0 | 2 | 0 | 3 | 4 | 3 |
| 퍼시픽 | 1 | 0 | 0 | 1 | 0 | 1 | 0 | 1 | X | 4 | 7 | 0 |
| 승리 투수: 마쓰누마 마사유키(세이부) 패전 투수: 스미 미쓰오(요미우리) 세이브: 에나쓰 유타카(닛폰햄) 홈런: 센트럴 – 야마모토 고지(히로시마·8회 2점) 퍼시픽 – 오치아이 히로미쓰(롯데·4회 1점) |   |   |   |   |   |   |   |   |   |   |   |   |

#### 출장 선수
| 센트럴 | 센트럴 | 센트럴            |
| 타순   | 수비   | 선수              |
| ------ | ------ | ----------------- |
| 1      | (유)   | 다카하시 요시히코 |
| 2      | (중)   | 마쓰모토 다다시   |
| 3      | (三)   | 가케후 마사유키   |
| 4      | (좌)   | 야마모토 고지     |
| 5      | (一)   | 하라 다쓰노리     |
| 6      | (우)   | 다오 야스시       |
| 7      | (二)   | 시노즈카 도시오   |
| 8      | (포)   | 가사마 유지       |
| 9      | (투)   | 고바야시 시게루   |

| 퍼시픽 | 퍼시픽 | 퍼시픽            |
| 타순   | 수비   | 선수              |
| ------ | ------ | ----------------- |
| 1      | (중)   | 후쿠모토 유타카   |
| 2      | (우)   | 미노다 고지       |
| 3      | (三)   | 스티브 O.         |
| 4      | (지)   | 가도타 히로미쓰   |
| 5      | (一)   | 오치아이 히로미쓰 |
| 6      | (좌)   | 테리 W.           |
| 7      | (포)   | 가가와 노부유키   |
| 8      | (二)   | 야마자키 히로유키 |
| 9      | (유)   | 이시게 히로미치   |
|        | (투)   | 야마우치 가즈히로 |

#### 수상 선수
MVP
- 나시다 마사타카(긴테쓰)

### 3차전

#### 스코어
| 팀 | 1 | 2 | 3 | 4 | 5 | 6 | 7 | 8 | 9 | R | H | E |
| 퍼시픽 | 0 | 0 | 0 | 1 | 0 | 1 | 0 | 0 | 2 | 4 | 4 | 0 |
| 센트럴 | 0 | 0 | 0 | 0 | 1 | 0 | 0 | 0 | 0 | 1 | 7 | 0 |
| 승리 투수: 모리 시게카즈(세이부) 패전 투수: 에가와 스구루(요미우리) 홈런: 퍼시픽 – 오치아이 히로미쓰(롯데·4회 1점, 9회 2점), 후쿠모토 유타카(한큐·6회 1점) |   |   |   |   |   |   |   |   |   |   |   |   |

#### 출장 선수
| 퍼시픽 | 퍼시픽 | 퍼시픽            |
| 타순   | 수비   | 선수              |
| ------ | ------ | ----------------- |
| 1      | (중)   | 후쿠모토 유타카   |
| 2      | (우)   | 시마다 마코토     |
| 3      | (三)   | 스티브 O.         |
| 4      | (지)   | 가도타 히로미쓰   |
| 5      | (一)   | 오치아이 히로미쓰 |
| 6      | (좌)   | 테리 W.           |
| 7      | (포)   | 나시다 마사타카   |
| 8      | (유)   | 이시게 히로미치   |
| 9      | (二)   | 오이시 다이지로   |
|        | (투)   | 스즈키 게이시     |

| 센트럴 | 센트럴 | 센트럴            |
| 타순   | 수비   | 선수              |
| ------ | ------ | ----------------- |
| 1      | (유)   | 다카하시 요시히코 |
| 2      | (중)   | 마쓰모토 다다시   |
| 3      | (三)   | 기누가사 사치오   |
| 4      | (좌)   | 야마모토 고지     |
| 5      | (二)   | 하라 다쓰노리     |
| 6      | (우)   | 오시마 야스노리   |
| 7      | (一)   | 나카하타 기요시   |
| 8      | (포)   | 다쓰카와 미쓰오   |
| 9      | (투)   | 쓰다 쓰네미       |

#### 수상 선수
MVP
- 오치아이 히로미쓰(롯데)

## 같이 보기
- 일본 야구 기구
- 일본 프로 야구 올스타전